# 洛文縣
洛文縣（英語：Loving County）是美国德克萨斯州西部的一個縣，北部、西北部與新墨西哥州相鄰，西界佩科斯河。根據美国人口普查局2020年數字顯示，該縣人口僅有64人，是美國人口最少的縣。
本縣成立於1887年，以牧場主、古德奈特-洛文小徑的共同開發者奥利佛·洛文命名—他在本縣範圍運送牛隻時內被印地安人襲擊而死。1893年與里夫斯縣脫離司法上的聯繫。1897年被解散，1931年重新設置，是為該州唯一成立了兩次的縣。

## 地理
根據美國人口普查局數字，本縣面積1,753平方公里 (677平方哩)，其中1,743平方公里 (673平方哩)為陸地面積，10平方公里 (4平方哩)為水面面積。

### 主要公路
貫通本縣的公路只有兩條：
- 德克薩斯州302號州道（英语：Texas State Highway 302）
- 德克薩斯州652號農牧業公路

## 人口
| 调查年                                   | 人口 | 备注  | %±       |
| ---------------------------------------- | ---- | ----- | -------- |
| 1890                                     | 3    |       | —        |
| 1900                                     | 33   |       | 1,000.0% |
| 1910                                     | 249  |       | 654.5%   |
| 1920                                     | 82   |       | −67.1%   |
| 1930                                     | 195  |       | 137.8%   |
| 1940                                     | 285  |       | 46.2%    |
| 1950                                     | 227  |       | −20.4%   |
| 1960                                     | 226  |       | −0.4%    |
| 1970                                     | 164  |       | −27.4%   |
| 1980                                     | 91   |       | −44.5%   |
| 1990                                     | 107  |       | 17.6%    |
| 2000                                     | 67   |       | −37.4%   |
| 2010                                     | 82   |       | 22.4%    |
| 2020                                     | 64   |       | −22.0%   |
| 2023年估计                               | 43   | [ 2 ] | −32.8%   |
| U.S. Decennial Census 1850–20102010–2020 |      |       |          |

根據2000年美國人口普查，全縣有67人、31戶、19家庭，人口密度為0.03/km² (0.1/mi²)。全縣有70居住單元，平均密度0.04/km² (0.1/mi²)。在種族構成方面，全縣67人當中，60人申報為白人，6人申報為「其他」，1人申報為「多於一個種族來源」，沒有人申報為亞裔、美洲原住民、非裔美國人或具太平洋島嶼血源人士。另外有7人申報為西班牙裔。
全縣31戶中，5戶有18歲以下兒童，17戶為同住的已婚夫婦，只有女性戶主的有兩戶，11戶為非家庭戶口。有10戶獨居人士，另有兩戶為65歲以上獨居人士。平均戶口人口數為2.16，而平均家庭人口數為2.65。
在年齡結構方面，13人年齡為18歲以下，1人為18至24歲之間，18人為25至44之間，24人為45至64歲之間，11人為65歲或以上。年齡中位數為46歲。每十名女性有11.61名男性。每十名18歲以上的女性有12.50男性。
本縣戶口收入中位數為40,000美元（下同），家庭收入中位數為53,750美元。男性收入中位數為25,833，女性為0美元。全縣人均收入為24,084美元。
本縣是全美國唯一並無貧窮線下人口的縣（2000）。

## 教育
本縣隸屬於文克-洛文校區。本縣的公共教育系統由於只有兩名學生註冊，於1972年被迫結束並合併到目前的架構中。